# Gornji Milanovac
Gornji Milanovac (em cirílico: Горњи Милановац) é uma vila da Sérvia localizada no município de Gornji Milanovac, pertencente ao distrito de Moravica, na região de Šumadija. A sua população era de 24048 habitantes segundo o censo de 2011.

## Demografia
| 1948 | 1953 | 1961 | 1971  | 1981  | 1991  | 2002  | 2011  |
| ---- | ---- | ---- | ----- | ----- | ----- | ----- | ----- |
| 2697 | 3402 | 4492 | 10972 | 17791 | 22432 | 23982 | 24048 |